# 曼徹斯特阿波羅劇院
曼徹斯特阿波羅劇院（英語：O2 Apollo Manchester）是一個在英國曼徹斯特的劇院，能夠容納3,500人（2,514個站位，986個座位）。
曼徹斯特阿波羅劇院建於1930年，最初是一間電影院，後來成為ABC Cinema Ardwick，由30年代著名女演員瑪格麗特·洛克伍德開幕。 
到了70年代，當時遇上電影業低潮，它集中資源成為表演場地。許多著名歌手在這個會場出現過，包括披頭四樂隊、凱莉·米洛、滅跡合唱團、巴布·馬利、綠洲合唱團、特蕾西·查普曼、蒂朵、皇后樂團、吉米·罕醉克斯、日暮頌歌、凱莉·克萊森、女神卡卡和陳奕迅。
劇院能舉辦能容納2,693人的有座位活動，分為兩層，包括永久安裝的樓上座位。場地沒有空調。正如在英國所有公共建築物，整個阿波羅劇院是不准吸煙的，並設有嚴格的禁止重進政策。
阿波羅劇院有一個鮮明的紅色天花板和傾斜的地板。商品在大堂銷售，有3個酒吧。面層有兩個酒吧，還有一個酒吧二樓。
演唱會的管理和廣告由理想國演藝負責 ，商品由Pantheon Franchise Ltd.出售，急救由聖約翰救傷隊提供。